# Фосоа
Фосоа (фр. Fossoy) насеље је и општина у североисточној Француској у региону Пикардија, у департману Ен (Пикардија) која припада префектури Шато Тјери.
По подацима из 2011. године у општини је живело 571 становника, а густина насељености је износила 79,53 становника/km². Општина се простире на површини од 7,18 km². Налази се на средњој надморској висини од 100 метара (максималној 234 m, а минималној 61 m).

## Демографија
| 1962. | 1968. | 1975. | 1982. | 1990. | 1999. | 2011. |
| ----- | ----- | ----- | ----- | ----- | ----- | ----- |
| 293   | 370   | 463   | 517   | 621   | 620   | 571   |

График промене броја становника у току последњих година